# The Howlin' Wolf Album
The Howlin' Wolf Album è il settimo album in studio di Howlin' Wolf, uscito nel 1969.

## Descrizione
Rispetto ai precedenti lavori, il disco presenta alcuni brani di repertorio riletti in chiave più sperimentale. Parte della critica sostiene che sia stato fondamentale per l'avvio del british blues.
È ricordato, inoltre, per la copertina provocatoria. Howlin' Wolf, non soddisfatto del suo album, volle precisare il suo dissenso nella cover.

## Tracce
1. Spoonful – 3:48 (Willie Dixon)
2. Tail Dragger – 4:20 (Dixon)
3. Smokestack Lightning – 3:54 (Burnett)
4. Moanin' at Midnight – 3:13 (Burnett)
5. Built for Comfort – 5:07 (Dixon)

Durata totale: 20:22
1. Little Red Rooster – 3:48 (Dixon)
2. Evil – 4:06 (Burnett)
3. Down in the Bottom – 2:43 (Dixon)
4. Three Hundred Pounds of Joy – 2:34 (Dixon)
5. Back Door Man – 6:51 (Dixon)

Durata totale: 20:02

## Formazione
- Morris Jennings - batteria
- Louis Satterfield - basso elettrico
- Hubert Sumlin, Pete Cosey - chitarra elettrica
- Charles Stepney, Marshall Chess - produzione
- Howlin' Wolf - voce, armonica